# Micrarionta feralis
Micrarionta feralis är en snäckart som först beskrevs av Hemphill 1901.  Micrarionta feralis ingår i släktet Micrarionta och familjen Helminthoglyptidae. IUCN kategoriserar arten globalt som akut hotad. Inga underarter finns listade i Catalogue of Life.